# Кавалказеле (Верона)
Кавалказеле је насеље у Италији у округу Верона, региону Венето.
Према процени из 2011. у насељу је живело 2557 становника. Насеље се налази на надморској висини од 118 м.